# Durham (Nou Hampshire)
Durham és una població dels Estats Units a l'estat de Nou Hampshire. Segons el cens del 2007 tenia 13.684 habitants.

## Demografia
Segons el cens del 2000, Durham tenia 12.664 habitants, 2.882 habitatges, i 1.582 famílies. La densitat de població era de 218,4 habitants per km².
Dels 2.882 habitatges en un 28,3% hi vivien nens de menys de 18 anys, en un 48,3% hi vivien parelles casades, en un 0% dones solteres, i en un 45,1% no eren unitats familiars. En el 20,2% dels habitatges hi vivien persones soles el 6,6% de les quals corresponia a persones de 65 anys o més que vivien soles. El nombre mitjà de persones vivint en cada habitatge era de 2,79 i el nombre mitjà de persones que vivien en cada família era de 3,03.
Per edats la població es repartia de la següent manera: un 12% tenia menys de 18 anys, un 56,5% entre 18 i 24, un 13,3% entre 25 i 44, un 12,1% de 45 a 60 i un 6,1% 65 anys o més.
L'edat mediana era de 21 anys. Per cada 100 dones de 18 o més anys hi havia 79,9 homes.
La renda mediana per habitatge era de 51.697$ i la renda mediana per família de 83.609$. Els homes tenien una renda mediana de 54.519$ mentre que les dones 31.548$. La renda per capita de la població era de 17.210$. Entorn del 2,8% de les famílies i el 27,7% de la població estaven per davall del llindar de pobresa.

## Poblacions més properes
El següent diagrama mostra les poblacions més properes.